# Стодден, Кортни
Кортни Алексис Стодден (англ. Courtney Alexis Stodden; род. 29 августа 1994, Такома, Вашингтон) — американская модель, актриса и певица.

## Биография

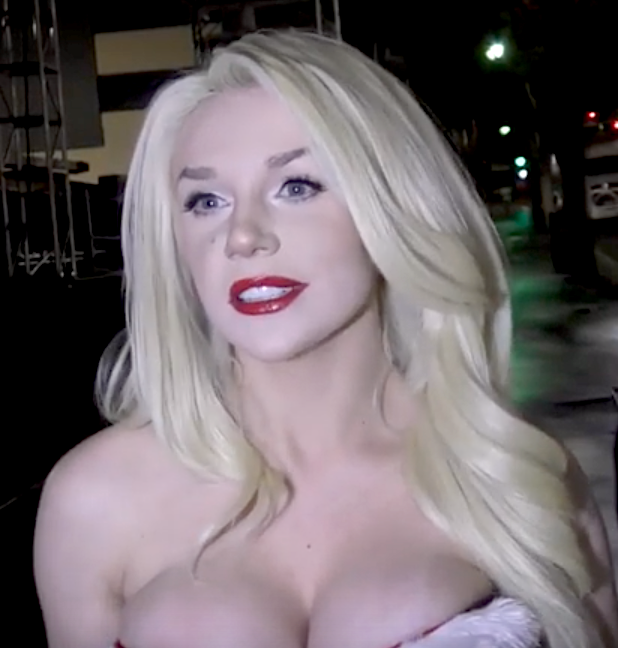
Стодден в 2016 году

Кортни Алексис родилась в 1994 году в семье Алекса Джона Стоддена и Кристы Кей Келлер. У неё есть две старшие сестры Эшли и Бриттани. По воспоминаниям Кортни, она подвергалась буллингу в школе, из-за чего вынуждена была перейти на домашнее обучение. С 2009 года она начала появляться на телевидении и записала несколько синглов.
В 16-летнем возрасте Стодден записалась через Интернет на мастер-класс по актёрскому мастерству, проводимый актёром Дугом Хатчисоном. После этого у пары завязались отношения. Хатчисон получил разрешения у родителей девушки. 20 мая 2011 года они поженились. Свадьба 16-летней Стодден и 51-летнего Хатчисона навлекла на актёра критику со стороны общественности и обвинения в педофилии. В 2016 году Криста объявила о своей беременности, однако у неё случился выкидыш. В 2018 году она подала на развод, в 2020 году он был официально оформлен.
Стодден появилась в ряде реалити-шоу. В 2018 году вышел её первый альбом Off the Record. В 2019 году Стодден снялась в фильме ужасов «Веротика».

## Дискография

### Синглы
- «Car Candy» (2010)[7]
- «Don’t Put It On Me» (2010)[7]
- «Reality» (2012)[7]
- «Asphalt» (2016)
- «Mistletoe Bikini» (2016)[8]
- «Orange Juice and Pink Pills» (2018)[9]
- «Sixteen» (2018)[10]
- «Me Too» (2018)[10]
- «Pink Flamingo» (2018)[10]
- «For You» (2018)[10]
- «Daddy Issues» (2018)
- «Hot 'n Juicy» (2019)
- «Freak Alert» (2019)
- «Side Effects» (2020)

### Клипы
- «Car Candy» (2010)[7]
- «Don’t Put It On Me» (2010)[7]
- «Reality» (2012)[7]
- «Mistletoe Bikini» (2016)[8]
- «Glass of Wine» (2017)[11]
- «For You» (2018)

### Альбомы
- «Off the Record» (2018)[10]

## Фильмография
| Год  |   | Русское название | Оригинальное название | Роль             |
| ---- | - | ---------------- | --------------------- | ---------------- |
| 2016 | ф |                  | Love Addict           | Миссис Давенпорт |
| 2019 | ф | Веротика         | Verotika              | блондинка        |